# Lago Villarrica
Lago Villarrica ist ein großer See im Süden Chiles.
Er liegt in der Region IX (Región de la Araucanía). Der See liegt zwischen den Städten Villarrica und Pucón. Südlich des Sees liegt der bekannte aktive Vulkan Villarrica mit 2840 m Höhe.
Der Lago Villarrica besitzt eine Fläche von rund 176 km² bei einer Länge von 23 km und eine maximale Tiefe von 165 m. Am See gibt es viele herrliche Strände. Er ist die Quelle des Flusses Río Toltén. 
Östlich des Sees liegen zwei Nationalparks, der Nationalpark Villarrica und der Nationalpark Huerquehue.

## Geschichte
Das Gebiet gehörte von 1604 bis 1881 zum Machtbereich der Mapuche. Erst 1883 konnte die Stadt Pucón und dann kurz darauf die Stadt Villarrica gegründet werden.
Das Gebiet wurde immer wieder von Ausbrüchen des Vulkans Villarrica zerstört. Der erste aufgezeichnete Ausbruch war im Jahre 1558. 1575 wurde die Stadt Villarrica  von einem schweren Erdbeben zerstört, wobei 350 Einwohner starben. Weitere große Ausbrüche folgten 1640 und 1948. 1971 kam es zu einer Schlammlawine, die durch geschmolzenes Eis und heißer Lava erzeugt wurde. Die Schlammlawine zerstörte eine Reihe Häuser, landwirtschaftliche Flächen und Brücken.
Beim sehr starken Erdbeben vom 22. Mai 1960 trat der See über seine Ufer und zerstörte viele Häuser in Ufernähe.

## Tourismus
Der See ist ideal für den Segelsport und für Angler geeignet. Ausflüge in die Nationalparks und zum Vulkan Villarrica sind sehr beliebt. Zusätzlich gibt es noch Thermalquellen in der Gegend.

## Wirtschaft
In der Gegend spielen Tourismus, Fischfang und Forstwirtschaft eine wichtige Rolle.